# Valnegra
Valnegra je komuna (obec) v provincii Bergamo v italském regionu Lombardie, která se nachází asi 70 kilometrů severovýchodně od Milána a asi 30 kilometrů severně od Bergama. K 1. lednu 2018 měla obec 211 obyvatel. Má rozlohu 2,1 kilometrů čtverečních.
Valnegra sousedí s následujícími obcemi: Lenna, Moio de' Calvi, Piazza Brembana, Piazzolo.